# Biriwi
De Biriwi is een wijk in de Belgische gemeente Zulte. De buurt bevindt zich ten zuiden van het centrum, de Ellegemwijk en de Bloemenwijk, ten oosten van de Kapelhoek en ten noordwesten van de spoorlijn Gent-Sint-Pieters - Moeskroen. De naam van de wijk is een samenstelling van de straatnamen Biezenstraat, Rietstraat en Wiedauwstraat.
Belgische gemeenten · Arrondissement Gent · Oost-Vlaanderen · Vlaanderen